# Pilzno
Pilzno este un oraș în Polonia.